# 北洋大学校长列表
北洋大学由时任天津海关道盛宣怀禀奏清光绪皇帝设立新式学堂，得到光绪帝朱批后于1895年10月建立。盛宣怀任首任督办。

## 列表
1. 盛宣怀（1895年——1896年）
2. 李岷琛（1896年——1903年）
3. 唐紹儀（1903年——1904年）
4. 梁敦彦（1904年——1907年）
5. 梁如浩（1907年——1908年）
6. 蔡绍基（1908年——1910年）
7. 钱明训（1910年——1911年）
8. 徐德源（1912年1月——1913年3月）
9. 蔡儒楷（1913年3月——1914年3月）
10. 赵天麟（1914年3月——1920年1月）
11. 冯熙运（1920年1月——1924年8月）
12. 刘仙洲（1924年9月——1928年7月）
13. 茅以升（1928年7月——1930年6月）
14. 蔡远泽（1930年7月——1932年）
15. 李书田 (1932年——1939年2月)
16. 赖琏 (1939年2月——1943年10月)
17. 潘承孝 (1943年10月——1946年5月)
18. 陈荩民 (1942年12月——1946年5月)
19. 李书田 (1944年——1946年5月)
20. 鍾世銘 (1947年)（代理）
21. 茅以升 (1946年5月——1948年8月)
22. 张含英 (1948年8月——1949年4月)
23. 刘锡瑛 (1949年4月——1952年)